# TigerSHARC
A TigerSHARC egy mikroprocesszor-család, amelyet jelenleg az Analog Devices, Inc. (ADI) gyárt. Az első ilyen processzort 1998 októberében mutatták be.
A TigerSHARC processzorok nagy teljesítményű digitális jelfeldolgozók, amelyek különösen alkalmasak hang- és videofeldolgozásra és -átvitelre. A DSP-k újabb generációjához tartoznak, melynek alapvető jellemzője az elődeinél magasabb integrációs szint. Ezek párhuzamos, vektor-orientált processzorok, egyetlen magban több végrehajtó egységet tartalmaznak, valamint mély végrehajtási futószalagot. A TigerSHARC processzorokban a hagyományos DSP architekturális elemeket a RISC, VLIW és SIMD technológiákkal kombinálják.
A processzor elnevezésében a „SHARC” a Super Harvard ARChitecture kifejezés rövidítése, ami a módosított Harvard-architektúrára utal, amit a processzorban megvalósítottak. Ebben a kialakításban az adatmemória teljesen elkülönül a programmemóriától, miközben a programok egy harmadik, átmeneti adatmemória-területet is elérnek és használhatnak. Emellett a processzormag az utasításokat egy beépített utasítás-gyorsítótáron keresztül kapja.

## Megvalósítás
A TigerSHARC architektúra első megvalósítása az ADSP-TS001 jelű csip. Ez 0,25 mikronos, öt fémrétegű folyamattal készült, a mag órajele 150 MHz. Ez a processzor 900 MFlops (109 lebegőpontos művelet másodpercenként) egyszeres pontosságú lebegőpontos teljesítményt nyújt, vagy 3,6 GOPS (109 művelet másodpercenként) 16 bites fixpontos aritmetikai teljesítményt, és folyamatosan fenntartja a 7,2 Gbyte/másodperc belső adatátviteli sávszélességet.
Ez a megvalósítás számos, az általános célú számítástechnikában használatos mechanizmust is tartalmaz, amelyeket ritkán alkalmaznak valós idejű beágyazott processzorokban és DSP-kben. A felépítés legfontosabb jellemzői a következők:
- regiszter-alapú betöltő-tároló (load-store) architektúra, statikus szuperskalár utasításkiküldési mechanizmussal, amelyben az utasítás-szintű párhuzamosság (ILP) a futási idő előtt kerül meghatározásra a programozó és a fordítóprogram által vezérelt módon;
- nagymértékben párhuzamos, rövid vektoralapú memóriaarchitektúra;
- több adattípust támogat, ezek között a 32 bites IEEE egyszeres pontosságú lebegőpontos és 16 bites fixpontos típusokat, részleges támogatással 8 bites fixpontos ábrázoláshoz;
- párhuzamos aritmetikai utasítások két lebegőpontos szorzás-összeadás (multiply-accumulate, MAC) művelethez vagy nyolc 16 bites MAC-hoz ciklusonként, SIMD végrehajtási mechanizmussal;
- nyolc fokozatú, teljesen megszakítható futószalag, állandó két ciklusos késleltetéssel minden aritmetikai és betöltő/tároló műveletnél, valamint 128 elemű, négyutas csoportasszociatív elágazási célpufferrel (branch target buffer, BTB); és
- 128 architekturálisan látható, teljesen összekapcsolt regiszter négy ortogonális regiszterfájlban.[2]

## Programozás
A processzorok assembler és a C nyelven programozhatóak.
Az ADI ADSP-TS201S processzorát a CROSSCORE szoftver támogatja, és rendelkezésre állnak hardverfejlesztő eszközök, így emulátorok és a VisualDSP++ fejlesztői környezet.
A VisualDSP++ Kernel (VDK) magában foglalja az ütemezési és erőforrás-kezelést, és önmagában egy valós idejű operációs rendszer (RTOS). Az ADI DSP emulátorai az ADSP-TS201S processzor IEEE 1149.1 JTAG tesztportját használják.(p8/11)

## Modellek
ADSP-TS101S
- Órajele 300 MHz, 6 Mbit on-chip SRAM memóriával rendelkezik, 2,4 milliárd 40 bites MAC-et vagy 600 millió 80 bites MAC-et végez másodpercenként

ADSP-TS201S
- Órajele 600 MHz, 24 Mbit lapkára épített memória, és 4,8 milliárd MAC másodpercenként, 14 DMA csatorna

ADSP-TS202S
- Órajele 500 MHz, 12 Mbit lapkára épített memória

ADSP-TS203S
- Órajele 500 MHz, 4 Mbit lapkára épített memória[4]

## Alkalmazása
Vezeték nélküli kommunikáció: 3G cellás és széles sávú vezeték nélküli bázisállomások.
Védelmi ipar, orvosi képalkotás és ipari műszerek területén; például az orvosi képalkotásban: nagy mennyiségű képi adat valós idejű feldolgozása.
A nagy teljesítményű számítástechnika területén főleg összetett jelfeldolgozási feladatok megoldására való képessége miatt, jel- és képfeldolgozási feladatokban, biztonsági és felügyeleti rendszerekhez alkalmazzák.